# Ніклас Педерсен
Ніклас Педерсен (дан. Nicklas Pedersen, нар. 10 жовтня 1987, Кеге) — данський футболіст, нападник бельгійського клубу «Остенде» та національної збірної Данії.

## Клубна кар'єра
У дорослому футболі дебютував 2005 року виступами за команду клубу «Герфельге», в якій провів два сезони, взявши участь у 39 матчах чемпіонату.  У складі «Герфельге» був одним з головних бомбардирів команди, маючи середню результативність на рівні 0,46 голу за гру першості.
Своєю грою за цю команду привернув увагу представників тренерського штабу клубу «Нордшелланд», до складу якого приєднався 2008 року. Відіграв за команду з Фарума наступні один сезон своєї ігрової кар'єри. Більшість часу, проведеного у складі «Нордшелланда», був основним гравцем атакувальної ланки команди. В новому клубі був серед найкращих голеодорів, відзначаючись забитим голом в середньому щонайменше у кожній третій грі чемпіонату.
До складу клубу «Гронінген» приєднався у січні 2009 року. Поступово став гравцем основного складу нідерландської команди, протягом 3,5 сезонів провів у її складі 70 матчів в національному чемпіонаті.

## Виступи за збірні
Залучався до складу молодіжної збірної Данії. На молодіжному рівні зіграв у 13 офіційних матчах, забив 3 голи.
2010 року дебютував в офіційних матчах у складі національної збірної Данії. Наразі провів у формі головної команди країни 13 матчів, забив 1 гол.